# Neau
Neau är en kommun i departementet Mayenne i regionen Pays de la Loire i nordvästra Frankrike. Kommunen ligger i kantonen Évron som tillhör arrondissementet Laval. År 2022 hade Neau 757 invånare.

## Befolkningsutveckling
Antalet invånare i kommunen Neau
| Referens: INSEE |